# Manuel Álvarez Bravo
Manuel Álvarez Bravo (Città del Messico, 4 febbraio 1902 – Città del Messico, 19 ottobre 2002) è stato un fotografo messicano.

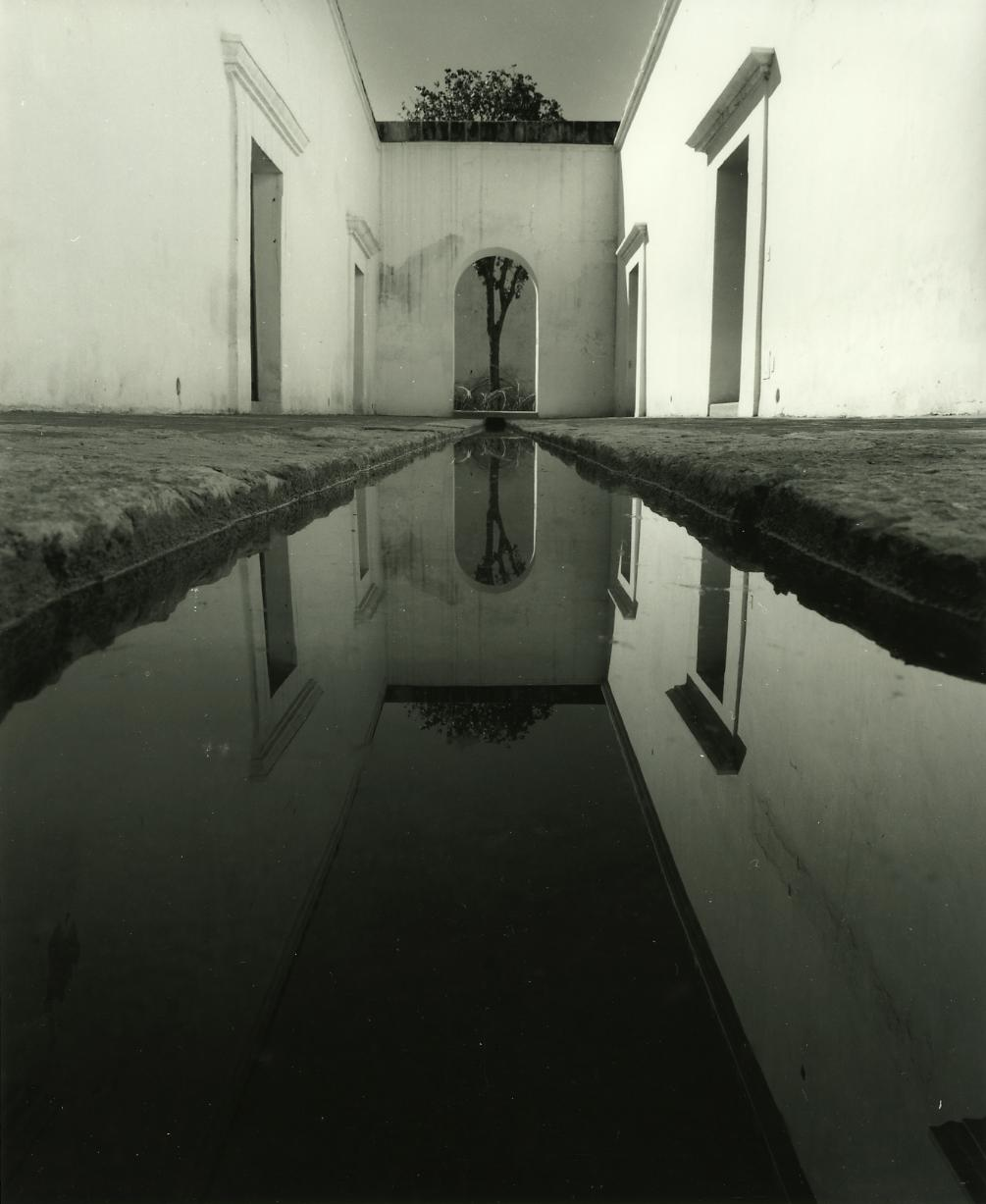
Centro fotografico Álvarez Bravo

Proveniva da una famiglia di artisti, e da giovane incontrò alcuni artisti famosi, come Tina Modotti e Diego Rivera, che incoraggiarono il suo lavoro.
Studiò pittura e musica all'Academia Nacional de Bellas Aries nel 1918, ma non si accostò alla fotografia fino alla metà degli anni '20.
Nonostante non fece mai parte formalmente del movimento surrealista, il suo lavoro evidenzia molte caratteristiche del surrealismo, e fu presentato a molti dei suoi fondatori.
Il suo lavoro spesso esprime sogno o fantasia, ed ha frequentemente fotografato oggetti inanimati in modo da conferirgli caratteristiche umane.
Il suo lavoro mostra alcune somiglianze con il lavoro di Clarence John Laughlin, un fotografo americano attivo a New Orleans negli stessi anni. Entrambi amavano la letteratura, e facevano riferimenti alla mitologia dei loro tempi sia visivamente che nel titolo dei propri lavori. Entrambi usavano fotocamere di vecchia concezione che erano più lente della Leica che stava cominciando ad essere popolare tra gli altri fotografi artistici del periodo. Entrambi conobbero Edward Weston, così è possibile ipotizzare che egli sia stato il tramite di un'influenza reciproca.
Il lavoro di Álvarez Bravo era spesso politicizzato, con riferimenti sia diretti che indiretti alla rivoluzione messicana. Una delle sue foto più famose, Obrero en huelga, asesinado (Lavoratore in sciopero, assassinato) raffigura un corpo insanguinato, steso a faccia in su sotto al sole.  Si associò a molti artisti e scrittori rivoluzionari, ma non lascio che la politica sopraffacesse gli aspetti personali del proprio lavoro; continuò a creare belle, sognanti fotografie della vita in Messico fino alla sua morte nel 2002.
È considerato una delle figure che hanno più profondamente influenzato la fotografia messicana e latino-americana, e i suoi lavori sono largamente pubblicati in tutto il mondo.

## Riconoscimenti
- 1984 Hasselblad Award[1]